# Miguel Ángel Osorio Chong

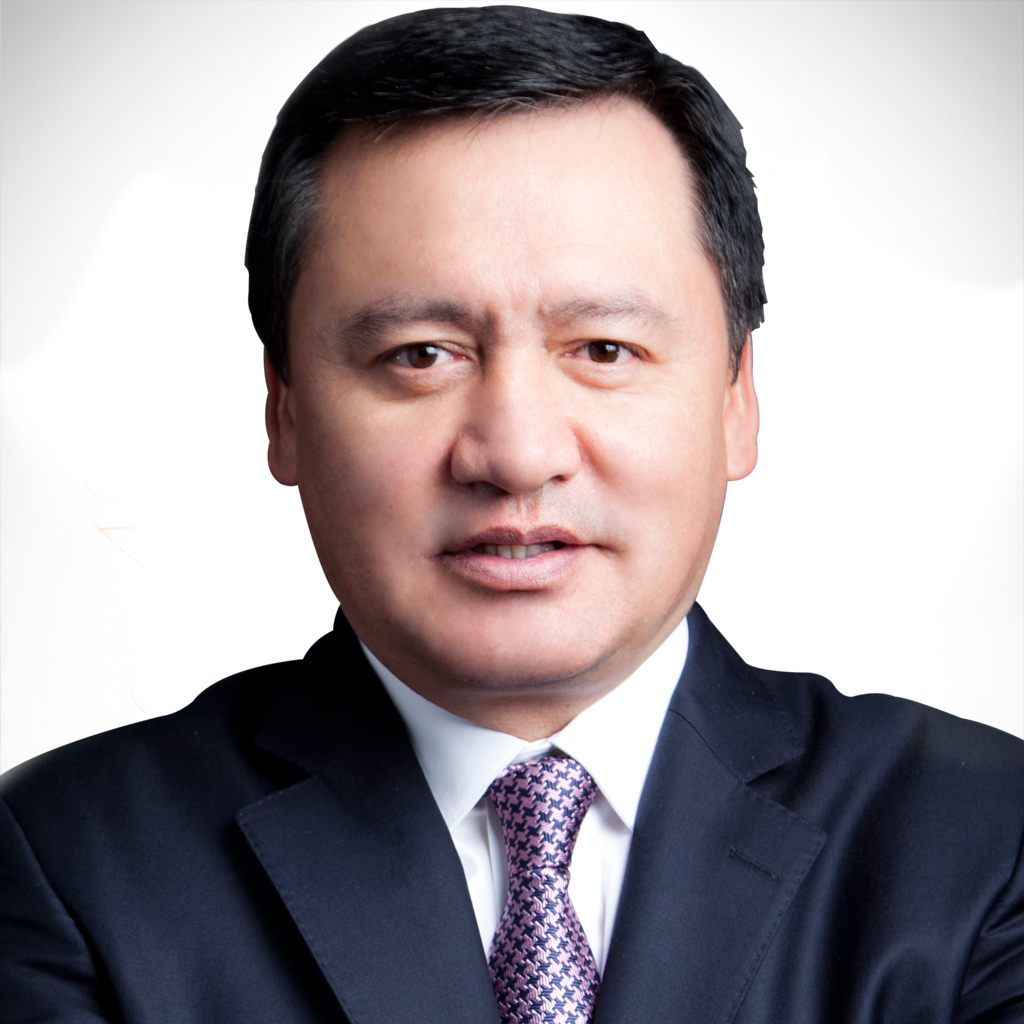
Miguel Ángel Osorio Chong

Miguel Ángel Osorio Chong (Pachuca, 5 augustus 1964) is een Mexicaans politicus van de Institutioneel Revolutionaire Partij (PRI).
Osorio Chong studeerde rechten aan de Autonome Universiteit van Hidalgo. Van 1993 tot 1994 was hij voorzitter van de PRI in de staat Hidalgo en in 2003 werd hij in de Kamer van Afgevaardigden gekozen, waar hij twee jaar later uit terugtrad om deel te nemen aan de gouverneursverkiezingen in zijn thuisstaat. Hij wist in die verkiezingen José Guadarrama Márquez met een ruime marge te verslaan en werd op 1 april 2005 ingehuldigd. Zijn termijn liep tot 2011.
In 2012 werd Osorio Chong benoemd tot minister van Binnenlandse Zaken in het kabinet van Enrique Peña Nieto. Hij zou dat blijven tot 2018.
In 2018 werd Osorio Chong verkozen in de senaat.
- International Standard Name Identifier: 0000 0003 7993 2339
- Library of Congress Control Number: no2012095557
- Virtual International Authority File: 258628814
- WorldCat: E39PBJh8VMFCvMWvmfQDDMxMT3